# Ąžuolų Būda
Ąžuolų Būda – wieś na Litwie, w okręgu mariampolskim, w rejonie kozłoworudzkim, w gminie Kozłowa Ruda, nad Vabalkšnė. W 2011 roku liczyła 368 mieszkańców. 